# 東京都清掃センター水銀排ガス事件

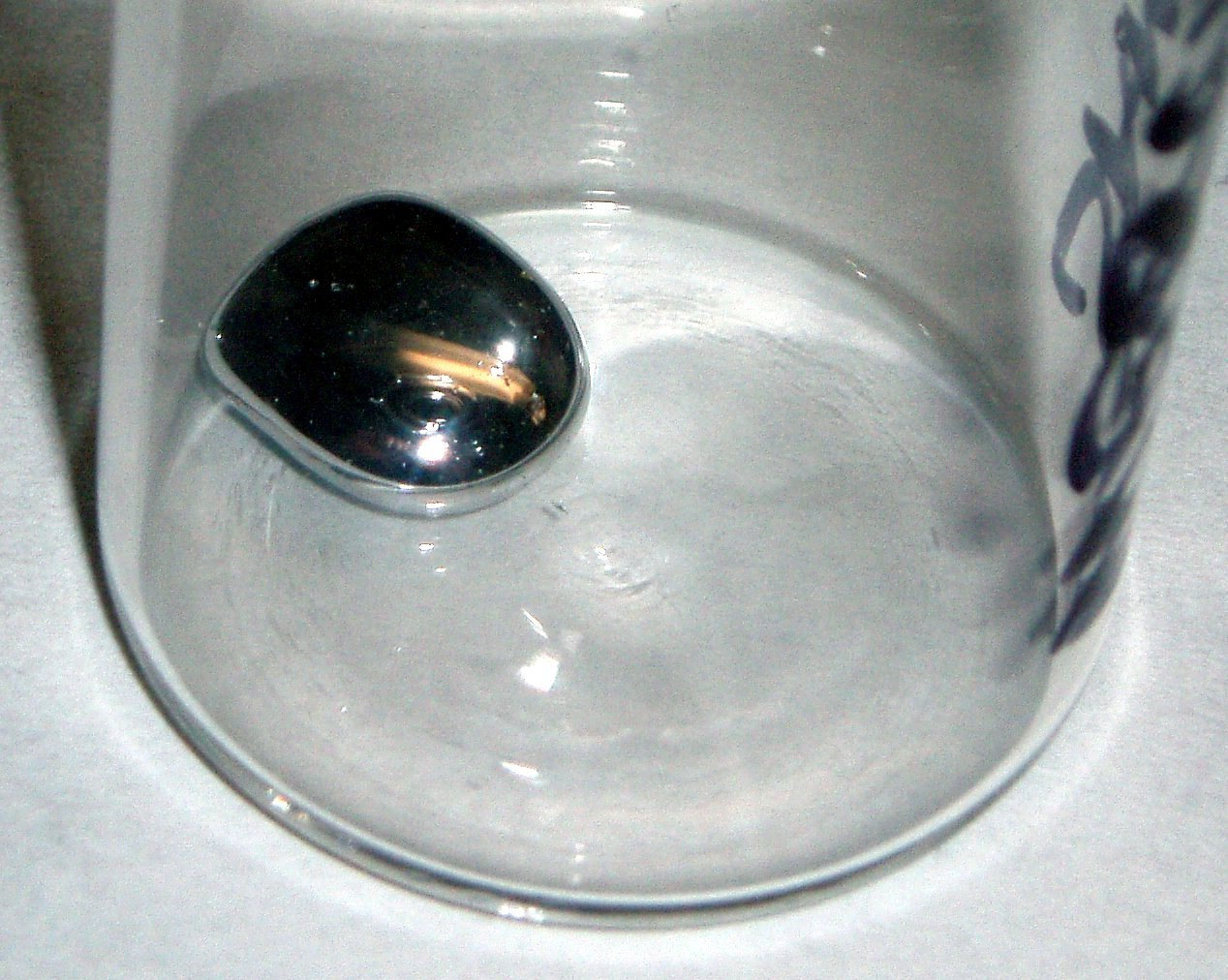
水銀

東京都清掃センター水銀排ガス事件（とうきょうとせいそうセンターすいぎんはいガスじけん）とは、2010年ごろから東京都内の清掃センターにおいて、煙突から排出される排気に含まれる水銀の濃度が上昇する事態が頻発した事件。
水銀を含む排気により清掃センター周辺の汚染、清掃工場の運転停止とごみの処理の滞りが発生し、またそれらが複数の清掃工場で同時多発的かつ連続的に発生し大問題となった。
さらに水銀含有ごみの持ち込みだけでなく、清掃センター側の水銀含有ごみの不適切処理が明らかになり上層部が引責辞任する事態に発展した。
同様の水銀濃度上昇の検出は2020年に至っても起きている。

## 概要

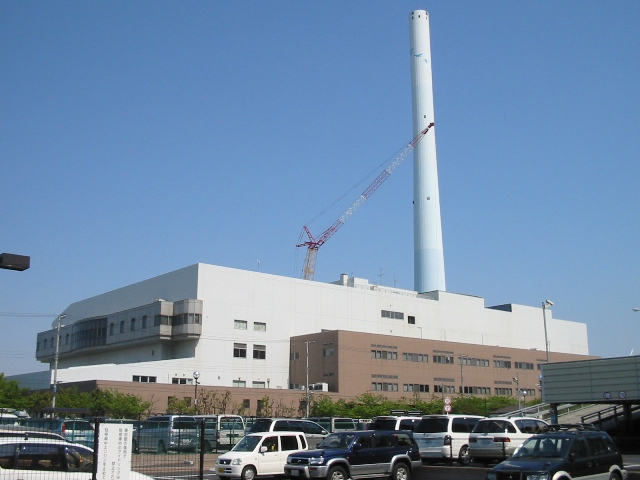
江戸川区の清掃工場

清掃工場は排気の成分をモニタリングしており、そのモニタ結果が既定値を超過した場合異常とみなし緊急停止するようになっている。
そのため、何らかの理由で水銀濃度が上昇し、焼却炉が運転停止するという事態が繰り返されることとなった。
焼却炉の運転停止、チェック、部品の交換、復旧には多大な時間的、金銭的コストを要し、また停止中にゴミの処理が滞るなど、市民に大きな負担がかかり大問題となった。
東京都内の清掃工場4施設が同時多発的に停止し、その期間は50日以上に及んだ。そのため、焼却が追いつかないごみが数メートル以上積み上がり、ハエがたかる異常事態となっていた。
焼却炉の清掃、修繕には大金を要し、焼却炉には特注部品も使用されていることから、修繕費用は3億円近くかかっている。組合は警視庁に相談し、水銀ごみの搬入経路を調査した。

## 原因

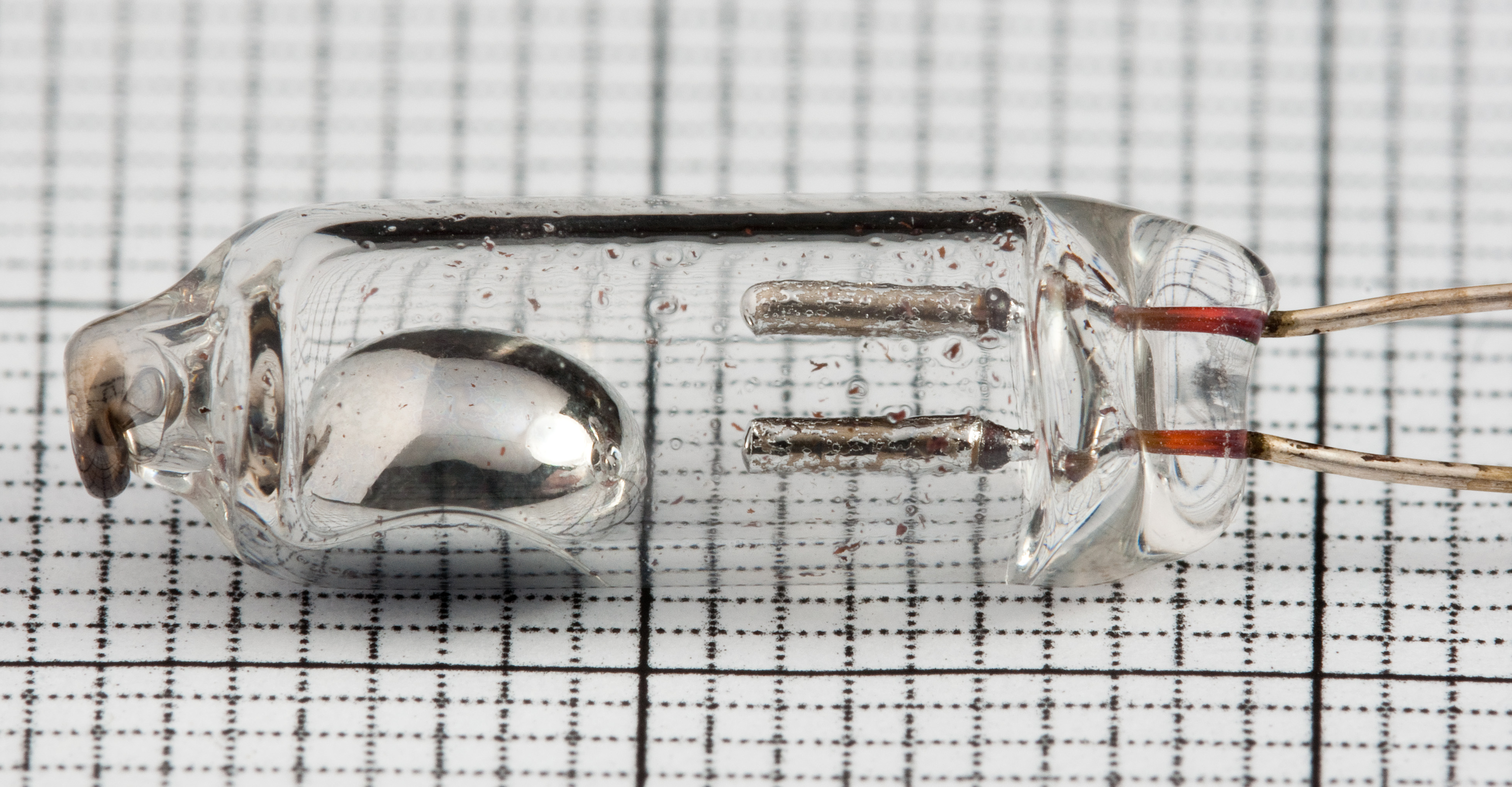
水銀を含む機械部品

2022年現在、正確な原因は未解決であるが、関連するいくつかの事件が明らかになり、検証委員会も発足している。

### 産業廃棄物の不法投棄
足立工場では1時間当たり200グラムの水銀を処理できる無害化装置が設置されていたにもかかわらず水銀濃度の上昇を検出したため、少なくとも一度に200gの水銀が搬入されたと推定される。
水銀が検出された工場が受け入れていたのは一般家庭からでる可燃ごみであった。そのため、産廃処理業者が不法投棄を行ったと見られている。
水銀血圧計は1つにつき50gの水銀を含んでいるため、これが大量に持ち込まれた可能性があるという主張がある。

### 清掃工場のずさんな処理
一方、事件の調査の過程で、市民はゴミを分別していたにもかかわらず、清掃工場を運営する多摩川衛生組合はこの事件以前から分別された焼却すべきでない水銀含有の有害ごみを焼却処分していたことが発覚した。
焼却灰はセメント原料として出荷されていた。
多摩川衛生組合は責任を追及され、管理者が引責辞任となり、焼却灰の受け入れ先であった広域圏事務組合からは焼却灰の受け取りを拒否されることとなった。
また、柳泉園組合は水銀濃度の異常が検出された後も焼却炉を停止させず、7時間後まで焼却を継続した。さらにそれらが燃え尽きるまで16時間を要し、水銀汚染を拡大させている。

### 水銀汚染検証市民委員会による調査
組合は産業廃棄物の不法投棄が原因であるとしているが、この事件を追及している水銀汚染検証市民委員会が情報開示請求を行ったところ、9割が黒塗りとなった報告書が提示された。
また、組合側が主張する「1時間につき200gの水銀無害化能力がある」点にも疑問を呈している。
その他複数の疑問点の考察から、検証委員会は清掃工場および焼却炉メーカーにより行われた何らかの不正が原因である可能性を指摘している。

## その後
この事件以降、東京の各自治体は水銀を含むゴミに対し分別を強化し、また市民に対し強く注意喚起をしている。
清掃工場では水銀を含むゴミの受け入れを拒否するようになったところもある。

。
また、この事件とは関係がないが水俣条約の採択に合わせて大気汚染防止法が改正され、水銀の排出規制が強化された。
しかし、排出濃度の計測はバッチ法と呼ばれる1年間に数回の測定のみが定められているに過ぎない。
この事件の後も、清掃工場でのバッチ法での測定で基準値超えの水銀が検出されており、常時自動測定器の導入を義務付けるべきであるという指摘がある。